# زكاة الزروع والثمار

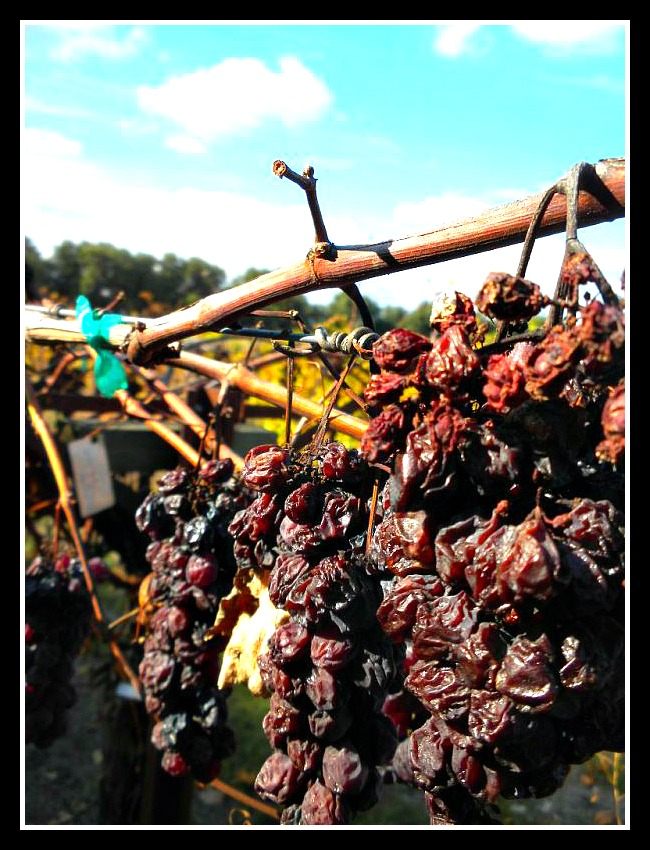
ثمار الزبيب)

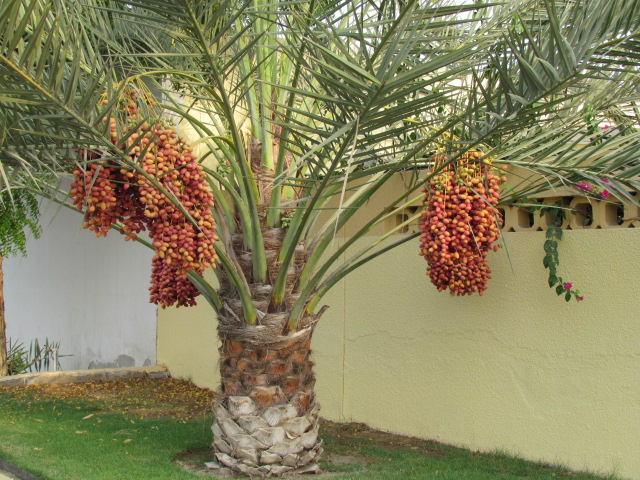
ثمار البلح

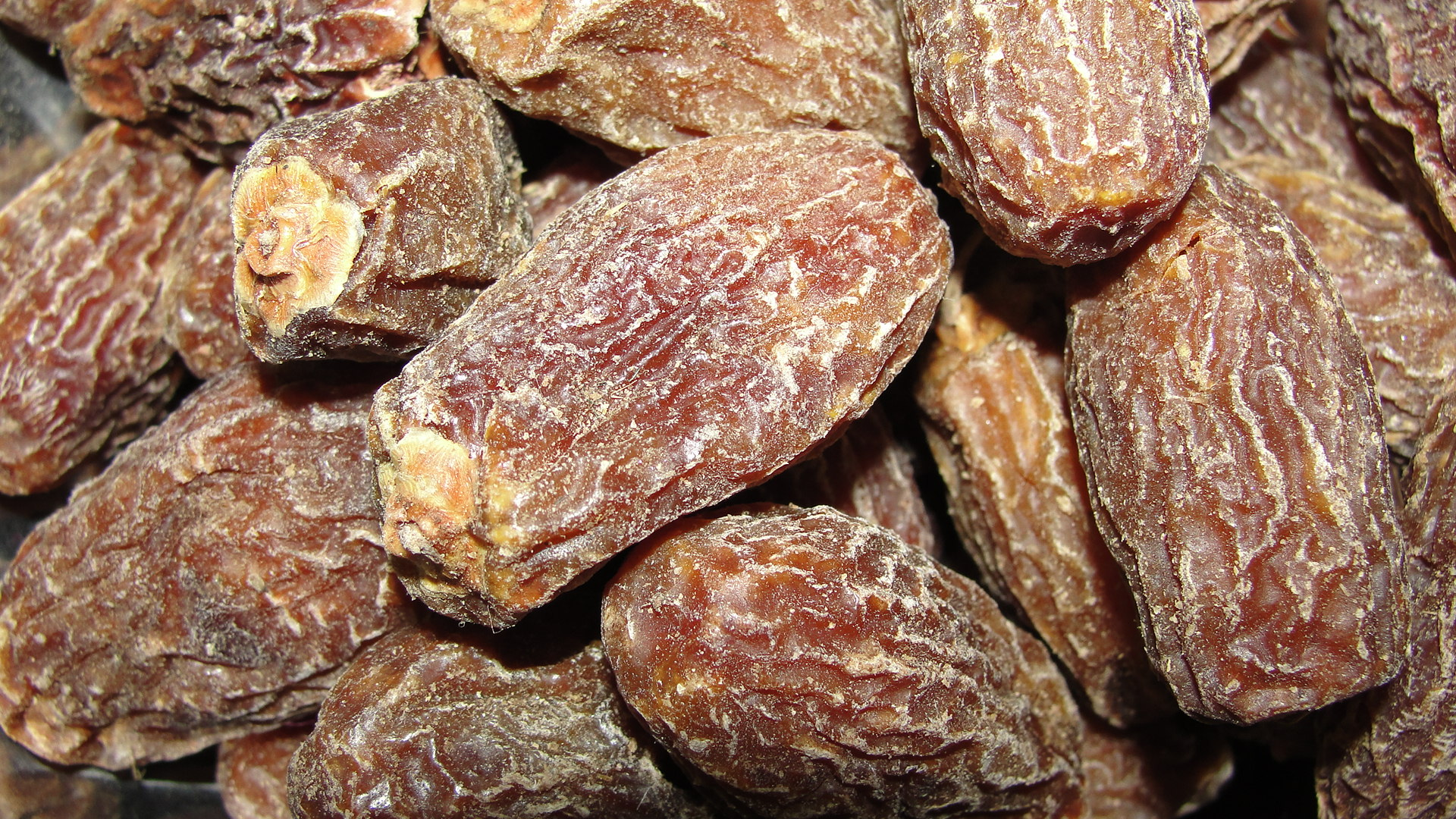
التمر

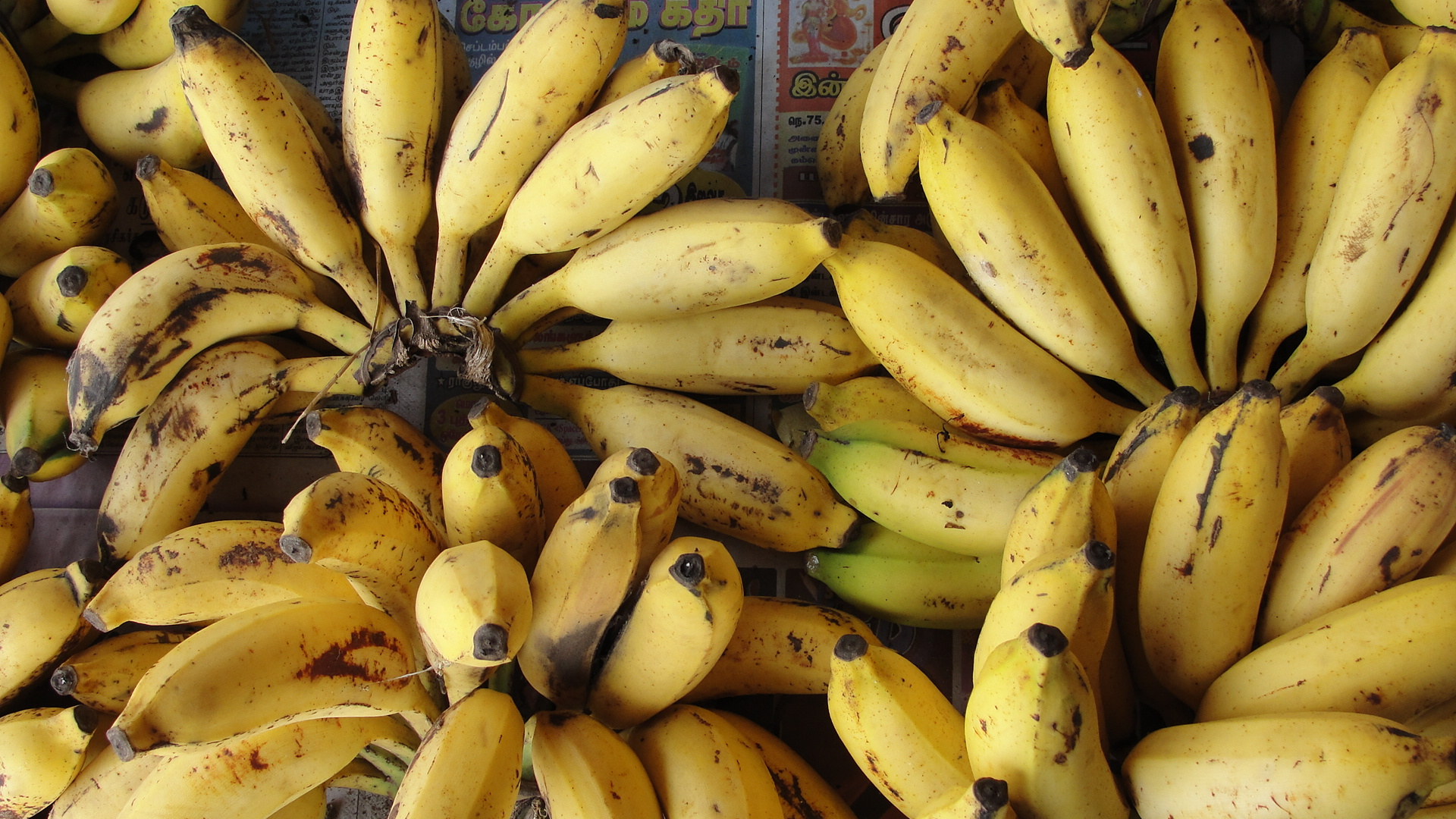
سبائط الموز

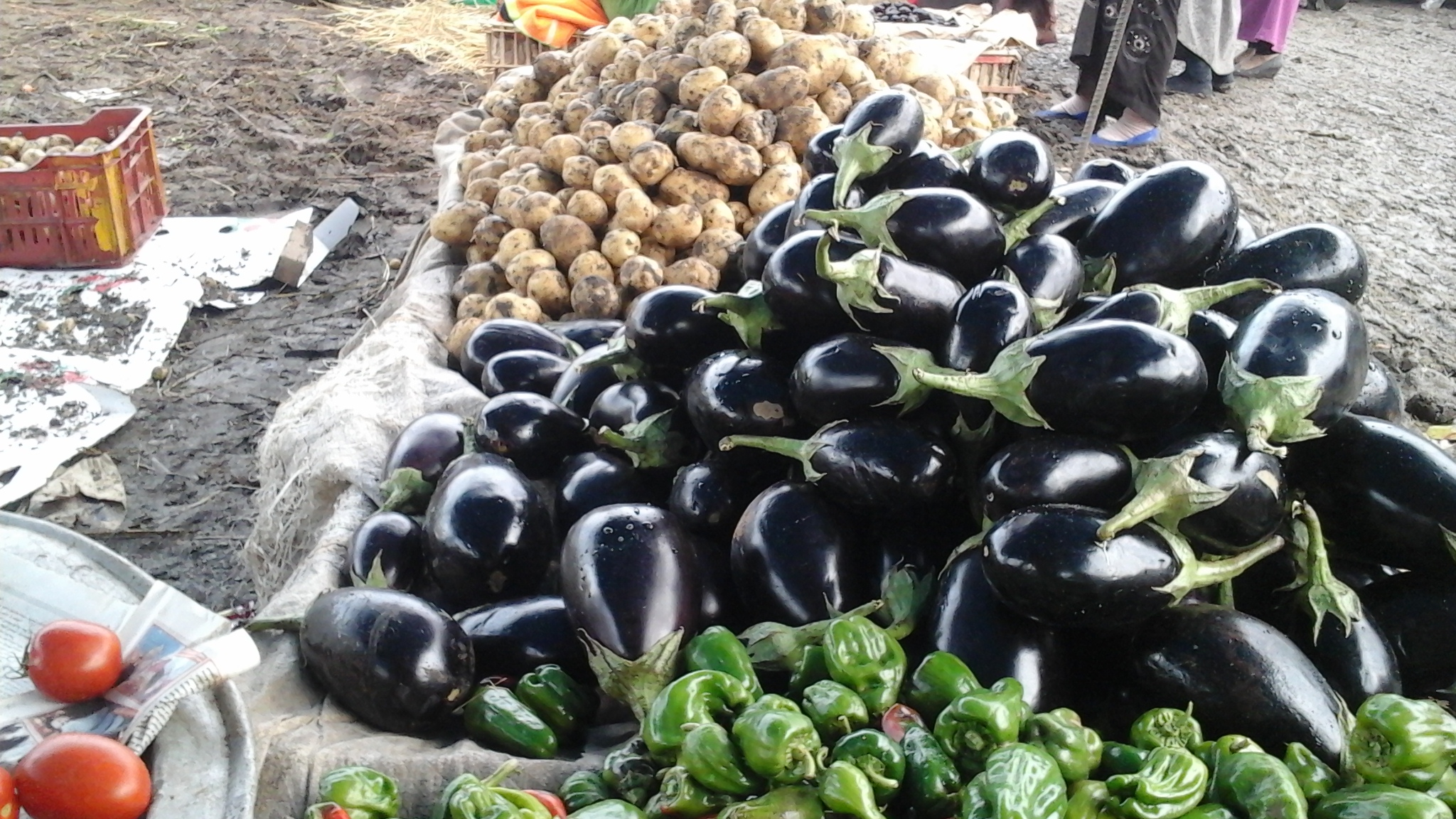
خضروات

تجب الزكاة في كل ما يستنبت من الأرض، أي في جميع الزروع والثمار التي يقصد بزراعتها استثمار الأرض ونماؤها ولا تجب الزكاة فيما نبت دون فعل كالحطب والحشيش والقصب ونحو ذلك، إلا إذا قصد به التجارة، فيزكى زكاة عروض التجارة

الزروع و الثمار لغةً: زرع - جمع، زروع : مصدر زرع . مزروع .
- ثمار: جمع ثمرة حمل الشجر ثمر ثمار ، جمع أثمار وثمر : حمل الشجرة من الفاكهة أو نحوها. ثمر من الشيء: نتيجته وفائدته «ثمر الجهد، ثمر الفضيلة».

## تمهيد
شروط قبول الأعمال عند الله عز وجل هي: ـ الإخلاص لله تعالى في العمل المؤدى. أن يكون صواباً موافقاً لأحكام الشريعة. فالعبادات عامة، ومنها الزكاة، وزكاة الزروع والثمار، يجب أن يتحقق فيهما هذان الشرطان لتكون مقبولة عند الله عز وجل. والإخلاص سر بين العبد وربه. حتى تتحقق البركة والطهارة والنماء والصلاح.
تُضم الأصناف من الجنس الواحد من الزرع أو الثمار بعضها إلى بعض، ولا يضم جنس إلى آخر. إذا تفاوت الزرع رداءه وجودة أخذت الزكاة من أوسطه فما فوق، ولا تؤخذ مما دون الوسط. يُضم زرع الرجل الواحد بعضه إلى بعض ولو اختلفت الأرض التي زرع.
يجوز لِصاحب الزَّرع أن يأكل من زرعِهِ قبل حِساب الزكاة، وقبل جني المَحصول، وقبل حساب حق الفقير، يجوز لِصاحب الزَّرع أن يأكل من زرعِهِ، ولا يُحْسبُ عليه ما أكل منه قبل حصاده، لأنَّ العادة جارِيَةٌ به وما يؤكَلُ منه في نظر الفقهاء شيءٌ يسير، فمهما أكل صاحب البستان ومهما أكل أولادهُ أو ضيوفه بالقياس إلى مجموع المحصول شيء يسير، لذلك ربُّنا سبحانه وتعالى تَجاوَزَ لنا عن هذا اليسير، فإذا حُصِد الزَّرع وصُفِّيَ الزَّرْع أخرجَ صاحب الأرض زكاة الموجود وقْت الحصاد.

## أدلة وجوب زكاة الزروع والثمار
ثبت وجوب الزكاة في الثروة الزراعية بالقرآن والسنة والإجماع.

### الأدلة من القرآن الكريم
| - قول الله تعالى في :سورة الانعام: ﴿وَهُوَ الَّذِي أَنْشَأَ جَنَّاتٍ مَعْرُوشَاتٍ وَغَيْرَ مَعْرُوشَاتٍ وَالنَّخْلَ وَالزَّرْعَ مُخْتَلِفًا أُكُلُهُ وَالزَّيْتُونَ وَالرُّمَّانَ مُتَشَابِهًا وَغَيْرَ مُتَشَابِهٍ كُلُوا مِنْ ثَمَرِهِ إِذَا أَثْمَرَ وَآتُوا حَقَّهُ يَوْمَ حَصَادِهِ وَلَا تُسْرِفُوا إِنَّهُ لَا يُحِبُّ الْمُسْرِفِينَ ۝١٤١﴾ [الأنعام:141]. - قال تعالى في :سورة البقرة: ﴿يَا أَيُّهَا الَّذِينَ آمَنُوا أَنْفِقُوا مِنْ طَيِّبَاتِ مَا كَسَبْتُمْ وَمِمَّا أَخْرَجْنَا لَكُمْ مِنَ الْأَرْضِ وَلَا تَيَمَّمُوا الْخَبِيثَ مِنْهُ تُنْفِقُونَ وَلَسْتُمْ بِآخِذِيهِ إِلَّا أَنْ تُغْمِضُوا فِيهِ وَاعْلَمُوا أَنَّ اللَّهَ غَنِيٌّ حَمِيدٌ ۝٢٦٧﴾ [البقرة:267]. - قال تعالى في :سورة البقرة: ﴿يَمْحَقُ اللَّهُ الرِّبَا وَيُرْبِي الصَّدَقَاتِ وَاللَّهُ لَا يُحِبُّ كُلَّ كَفَّارٍ أَثِيمٍ ۝٢٧٦﴾ [البقرة:276]. |

### الأدلة من السنة المطهرة
| - ومن السنّة قول النبي ﷺ:"فيما سقت الأنهار والغيم العشور وفيما سقي بالساقية نصف العشر"(رواه مسلم). - قال عليه الصلاة و السلام: (( حصنوا أموالكم بالزكاة ...)) |

## حكم زكاة جميع الحاصلات الزراعية
هناك عدة أقوال لفقهاء المسلمين في الحاصلات الزراعية التي توجب فيها الزكاة:
فقد اختلف العلماء فيما تجب فيه الزكاة من الخارج من الأرض.
- فذهب الإمام أبو حنيفة إلى أنها تجب في القليل والكثير مما أخرجته الأرض من الحبوب كلها والثمار كلها والفواكه كالموز والرمان والخوخ، وكذلك من الخضروات والبقول والزهور، واستدل على ذلك بعموم قوله ﷺ: «فيما سقت السماء والعيون - أو كان عثرياً العشر، وفيما سقي بالنضح نصف العشر».رواه البخاري وغيره.
- وذهب الأئمة الثلاثة إلى أنها تجب فيما يكال ويقتات كالبر والأرز والتمر والزبيب، واستدلوا على ذلك بقوله ﷺ: «ليس فيما دون خمسة أوسق من التمر صدقة» متفق عليه. وقال: «وليس فيما دون خمسة أوسق من تمر أو حب صدقة». رواه مسلم وأحمد.
- وهذا يدل على أن الزكاة إنما تجب فيما يكال ويقتات، كما سبق. أما الفواكه والخضروات والبقول فليست مما يكال فلا تجب فيها الزكاة.
- والراجح هو مذهب الجمهور فلا تجب الزكاة في الفواكه أو الخضروات؛ لأن الخضروات كانت كثيرة بالمدينة، والفواكه كانت كثيرة بالطائف، ولم ينقل عنه ﷺ ولا عن أحد من أصحابه أنه أخذ الزكاة من شيء من ذلك.
- وإذا تقرر هذا، فلا زكاة على الموز المزروع في الفدانين، إنما تجب الزكاة في ثمنه إذا بلغ ثمنه نصاباً بنفسه أو بضمه إلى غيره من النقود أو عروض تجارة وحال عليه الحول.

## زكاة الحرث
زكاة الحرث
الحرث: هو الحبوب السبعة والقطاني السبعة وذوات الزيوت الأربع والتمر والزبيب
النوع الثاني الحرث: تجب زكاة الحرث في عشرين صنفا هي:
1 الحبوب السبع هي. القمح -الشعير -السلت وهو نوع من الشعير لا قشر له -العلس وهو من الحنطة يشتمل على حبتين في قشر وهو طعام أهل صنعاء من بلاد اليمن -الذرة -الدخن وهو نبات حبه صغير املس ويعرف بالجاورس -الارز
2 القطاني السبعة هي. الحمص -الفول -اللوبيا -العدس -الترمس وهو خب مفرطح مر الطعم يؤكل بعد نقعه في الماء -الجلبان - البسيلة وهي نبات له خب يشبه الترمس الا انه اصغر منه ويعرف أيضا بالبسلى عند المصريين
3 ذوات الزيوت الاربع هي. الزيتون -السمسم وهو ما يعرف بالجنجلان -القرطم وهو حب العصفر والعصفر صبغ اصفر اللون تصبغ به الثياب -حب الفجل الأحمر
4 الثمار هي. التمر والزبيب
ولا زكاة في باقي الفواكه والثمار والخضر كالجوز واللوز والتين والبرتقال والتفاح والطماطم والبطاطس والبصل وغيرها
ما هو النصاب في زكاة الحرث. وما الذي يجب فيها
النصاب في زكاة الحرث خمسة اوسق والوسق ستون صاعا والصاع أربعة امداد ملء الكفين المتوسطين فان بلغ النصاب 1200مد يوازيه 650كلغ وجب فيه العشر ان سقيت بماء المطر أو العيون أو الانهار فان سقيت بمشقة كالدلاء والدواليب كان الواجب نصف العشر فقط.
ماهي الاصناف التي يجوز ان تضم لبعضها لبلوغ النصاب يجوز ضم القمح والشعير والسلت إلى بعضه عن طريق المكيال لا بالخلط كما يجوز ضم القطاني السبعة إلى بعضها بالوزن
وتخرج الزكاة من جنس اصناف الحبوب والقطاني والثمار الا من ذوات الزيوت الاربع فمن زيتها خصوصا الزيتون
ما شروط زكاة الحرث تجب زكاة الحرث بالشروط العامة الثلاثة الحرية وملك النصاب وصحة الملك مع إضافة النضج والاكتمال.

### زكاة الزروع

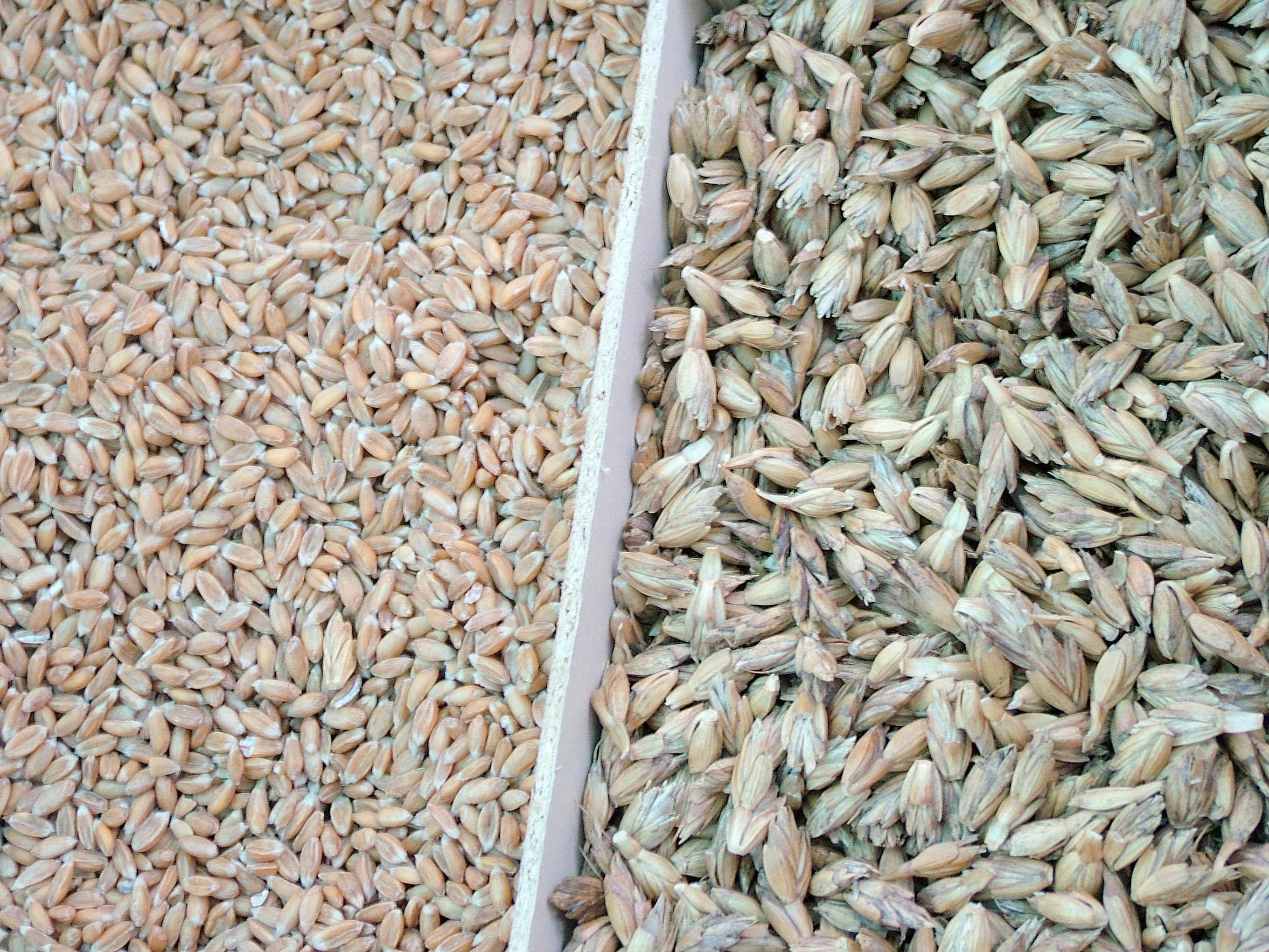
الحنطة بالقشر وبعد تصفيتها من القشرة

زكاة الزروع نوع من أنواع الأموال التي تجب فيها الزكاة، وهو النابت من الأرض من المزروعات، إذا بلغت نصابا وهو خمسة أوسق، نقية لا قشر عليها. وهي في الشعير والبر بالإجماع، وعند الشافعية في كل الأقوات المدخرة، مثل: الشعير والبر والذرة وغيرها، وتجب زكاة الزروع في كل ما يقتاته الإنسان حال الاختيار، مما يمكن ادخاره، كالشعير والحنطة والأرز وغيره. قال الماوردي: مذهب الشافعي أن الزكاة واجبة فيما زرعه الآدميون قوتا مدخرا، وبه قال الأئمة الأربعة. وعند المالكية في أجناس مخصوصة، قال ابن عرفة: يدخل فيه ثمانية عشر صنفا: القطاني السبعة، والقمح، والسلت، والشعير، والذرة، والدخن، والأرز، والعلس، وذوات الزيوت الأربع الزيتون والسمسم والقرطم وحب الفجل. وعند الحنفية تجب في محصول كل ما تنبته الأرض. ونصاب الزروع خمسة أوسق، والوسق شرعا ستون صاعا، والصاع أربعة أمداد نبوية (بكيل المدينة). والنصاب كيلا ثلاثمائة صاع، أو ألف ومائتي مد؛ لأن كل صاع أربعة أمداد، والمد حفنة (غرفة) بيدي إنسان معتدل الخلقة، والنصاب الشرعي في زكاة المعشرات مقدر على وجه التحديد كيلا بصاع المدينة المنورة ومدها في العصر النبوي، وسائر المكاييل الأخرى تبع له، فلا يحدد النصاب الشرعي بالكيل إلا بالمكيال المدني اتفاقا، أما ما يذكره العلماء في الفروع من التقدير بالوزن فالمقصود به استظهار المقدار؛ لأن المقادير الشرعية تؤخذ بنصوص الشرع، وما كان مقدر بالكيل فلا يقوم الوزن مقامه. وقدر النصاب وزنا ألف وستمائة رطل بغدادي، والرطل البغدادي: مائة وثمانية وعشرون درهما مكيا كل درهم منها خمسون وخمسا حبة من مطلق أي: متوسط الشعير. وفي قول: مائة وثلاثون درهما، وهو ما اختاره الرافعي ورجحه، وفي قول: مائة وثمانية وعشرون درهما وأربعة أسباع درهم، وهو ما اختاره النووي.

### زكاة الثمار

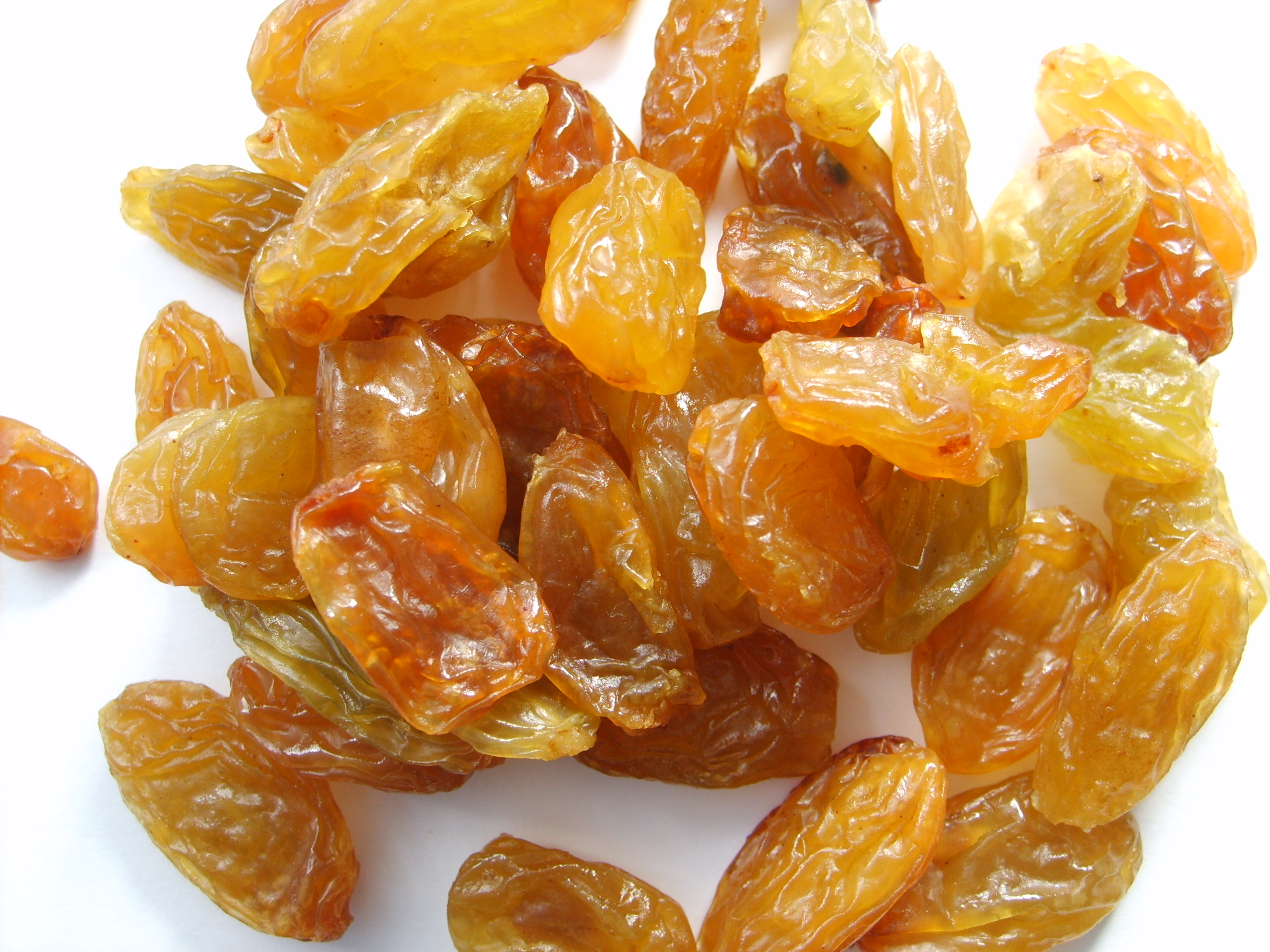
الزبيب السلطاني نوع من الزبيب.

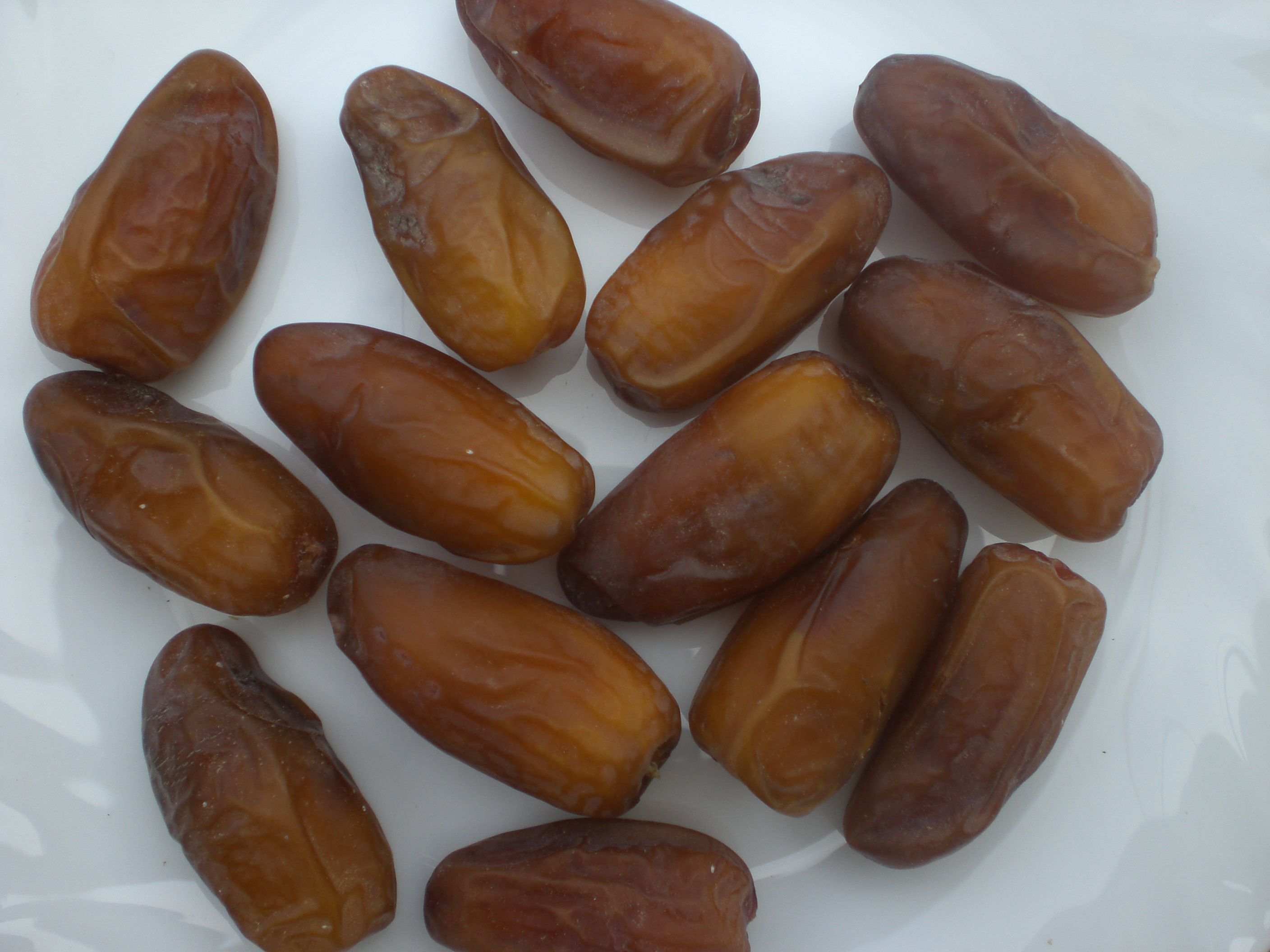
نوع من أنواع التمر.

زكاة الثمار أحد أنواع زكاة المال، وتجب زكاة الثمار في نوعين هما: التمر والزبيب، حال الكمال وهو: الجفاف. وتجب زكاة كل منهما ببلوغهما نصابا وهو: خمسة أوسق لا قشر عليها، وقدر الزكاة الواجب إخراجها فيهما: إن سقيت بماء المطر، أو السيح، أي: بغير كلفة؛ ففيها العشر، وإن سقيت بكلفة كالسقاية بالنضح أو غيره؛ ففيها نصف العشر. روى الشافعي بسنده «عن أبي سعيد الخدري أن رسول الله ﷺ قال: "ليس فيما دون خمسة أوسق من التمر صدقة"». قال الماوردي: الأصل في وجوب الزكاة في الثمار الكتاب والسنة والإجماع، فأما الكتاب فقوله تعالى: ﴿يَا أَيُّهَا الَّذِينَ آمَنُوا أَنْفِقُوا مِنْ طَيِّبَاتِ مَا كَسَبْتُمْ وَمِمَّا أَخْرَجْنَا لَكُمْ مِنَ الْأَرْضِ وَلَا تَيَمَّمُوا الْخَبِيثَ مِنْهُ تُنْفِقُونَ وَلَسْتُمْ بِآخِذِيهِ إِلَّا أَنْ تُغْمِضُوا فِيهِ وَاعْلَمُوا أَنَّ اللَّهَ غَنِيٌّ حَمِيدٌ ۝٢٦٧﴾ [البقرة:267] وفي هذا دلالة على أن المراد بالنفقة الصدقة التي يحرم إخراج الخبيث فيها، ولو لم يرد الصدقة لجاز إخراج خبيثها وطيبها. قال تعالى: ﴿وَهُوَ الَّذِي أَنْشَأَ جَنَّاتٍ مَعْرُوشَاتٍ وَغَيْرَ مَعْرُوشَاتٍ وَالنَّخْلَ وَالزَّرْعَ مُخْتَلِفًا أُكُلُهُ وَالزَّيْتُونَ وَالرُّمَّانَ مُتَشَابِهًا وَغَيْرَ مُتَشَابِهٍ كُلُوا مِنْ ثَمَرِهِ إِذَا أَثْمَرَ وَآتُوا حَقَّهُ يَوْمَ حَصَادِهِ وَلَا تُسْرِفُوا إِنَّهُ لَا يُحِبُّ الْمُسْرِفِينَ ۝١٤١﴾ [الأنعام:141] «عن جابر وابن عمر أن رسول الله ﷺ قال: "ما سقت السماء ففيه العشر، وما سقي بنضح أو غرب فنصف العشر"». ومذهب الجمهور: تجب زكاة الثمار في التمر والزبيب، ولا تجب في غيرهما، وعند الحنفية: تجب في جميع أنواع الثمار. ولا تجب الزكاة في الزروع والثمار إلا إذا بلغت نصابا، وهو قول الجمهور، وقال ابن عباس وزيد ابن علي والنخعي وأبو حنيفة إلى وجوب الزكاة في القليل والكثير.

## شروط وجوب الزكاة
بالإضافة إلى الشروط العامة للزكاة هناك شروط أخرى:
- (1) أن تكون الزروع والثمار مما يزرعه الإنسان، أما مانبت بنفسه فلا زكاة فيه.
- (2) أن تكون قوتاً (أي ما بتقوت به وتقوم البنية بتناوله), مدخراً (هو الصالح للإدخار بحيث لايفسد إذا ادخر), وخرج بذلك مالا يصلح للإدخار والأقتيات، مثل الخوخ والرمان والتين واللوز والجوز والتفاح والمشمش، وكذا مايقتات به في الجدب اضطراراً مثل حب الحنظل والغاسول (الإشنان) والكمون والحبة السوداء والشمر والفلفل وبزر الكتان.
- (3) بدو الصلاح: ويكون في الزروع باشتداد الحب، لأنه حينئذ طعام، وهو قبل ذلك بقل، وفي الثمار بحلول طعم الحلو أو التلون (أن يأخذ الثمر في حمرة أو سواد أو صفرة), وفي غير المتلون لينة وتمويهه (الصفاء وجريان الماء فيه) كالعنب الأبيض مثلاً. وبدو الصلاح بعضه وإن قل كبدو صلاحه كله.
- (4) أن يكون نصاباً من جنس واحد، فلا يضم جنس إلى أخر، كأن نضم القمح إلى الشعير.

## نصاب المحاصيل الزراعية
- نصابها خمسة أوسق (الوسق يساوي ستين صاعاً، والصاع مكيال مكعب طول حرفه 14.6 سم).
- جاء في الحديث الصحيح:«ليس فيما دون خمسة أوسق صدقة» والخمسة أوسق تعادل ما وزنه (653) كيلوجراما من القمح ونحوه.
- ويعتبر ذلك بالكيل تمراً أو زبيباً، وإلا فرطباً وعنباً، بأن يقدر الرطب والعنب من قبل الخارص (والخرص حزر ما على الشجر من الرطب تمراً، ومن العنب زبيباً), ثم يحسب ما يستخرج منه جافاً. ومعنى ذلك أن النصاب يجب أن يكون خمسة أوسق من التمر والزبيب، وكذلك بالحب المصفى من التبن.

## وقت إخراج زكاة المحاصيل الزراعية
لا يراعى الحول في زكاة الزروع، بل يراعى الموسم والمحصول لقوله عز وجل:«وآتوا حقه يوم حصاده». فلو أخرجت الأرض أكثر من محصول في السنة وجب على صاحبها إخراج الزكاة عن كل محصول.

## مقدار زكاة الزروع
يختلف مقدار زكاة الزروع بحسب الجهد المبذول في الرى على النحو التالي:
- في حالة الرى بدون تكلفة أي من ماء السماء أو بواسطة السيح (والسيح هو الماء الجاري على الأرض بسبب سيل، أو ما انصب من نهر أو عين)أو بالقنوات المحفورة من الأنهار وكذلك ماشرب بعروقه لقربه من الماء، يكون المقدار الواجب هو العشر 10%.
- في حالة الرى بوسيلة فيها كلفة يكون مقدار الزكاة هو نصف العشر أي 5% ودليل ذلك ماروي عن سالم بن عبد الله عن أبيه رضي الله عنه عن النبي ﷺ قال:(فيما سقت السماء والعيون أو كان عثرياً العشر، وما سقي بالنضح نصف العشر)[12]
- في حالة الرى المشترك بين النوعين يكون المقدار الواجب ثلاثة أرباع العشر أي 7.5%.

ملاحظات:
الأصل أن تخرج الزكاة من أصل المحصول ويرى بعض العلماء جواز إخراج القيمة وذلك بأن يحسب قيمة الزكاة الواجبة في المحصول ثم يقدر قيمتها بالسوق ويخرجها نقداً.
يضم الزرع الواحد بعضه إلى بعض ولو اختلفت الأرض التي زرع فيها.
تضم الأصناف من الجنس الواحد من الزروع والثمار بعضها إلى بعض ولا يضم جنس إلي آخر.

## الصور

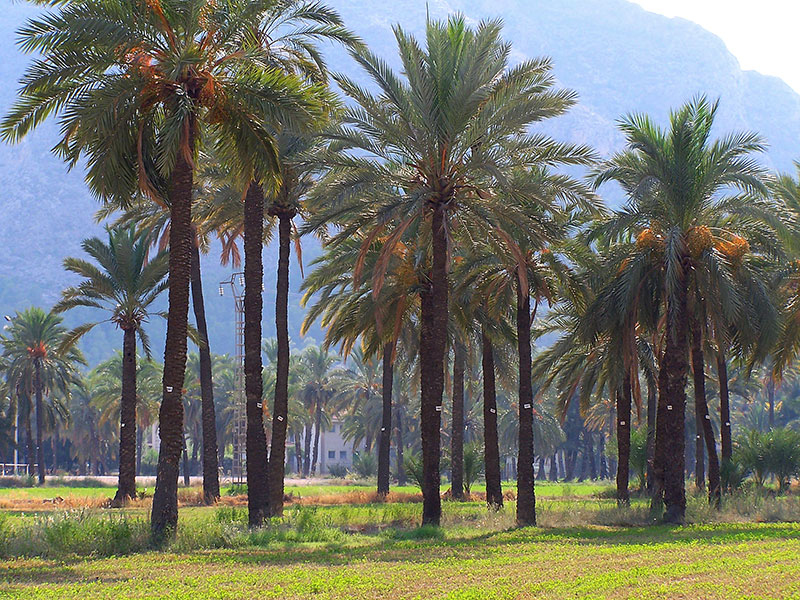
اشجار النخيل المثمرة
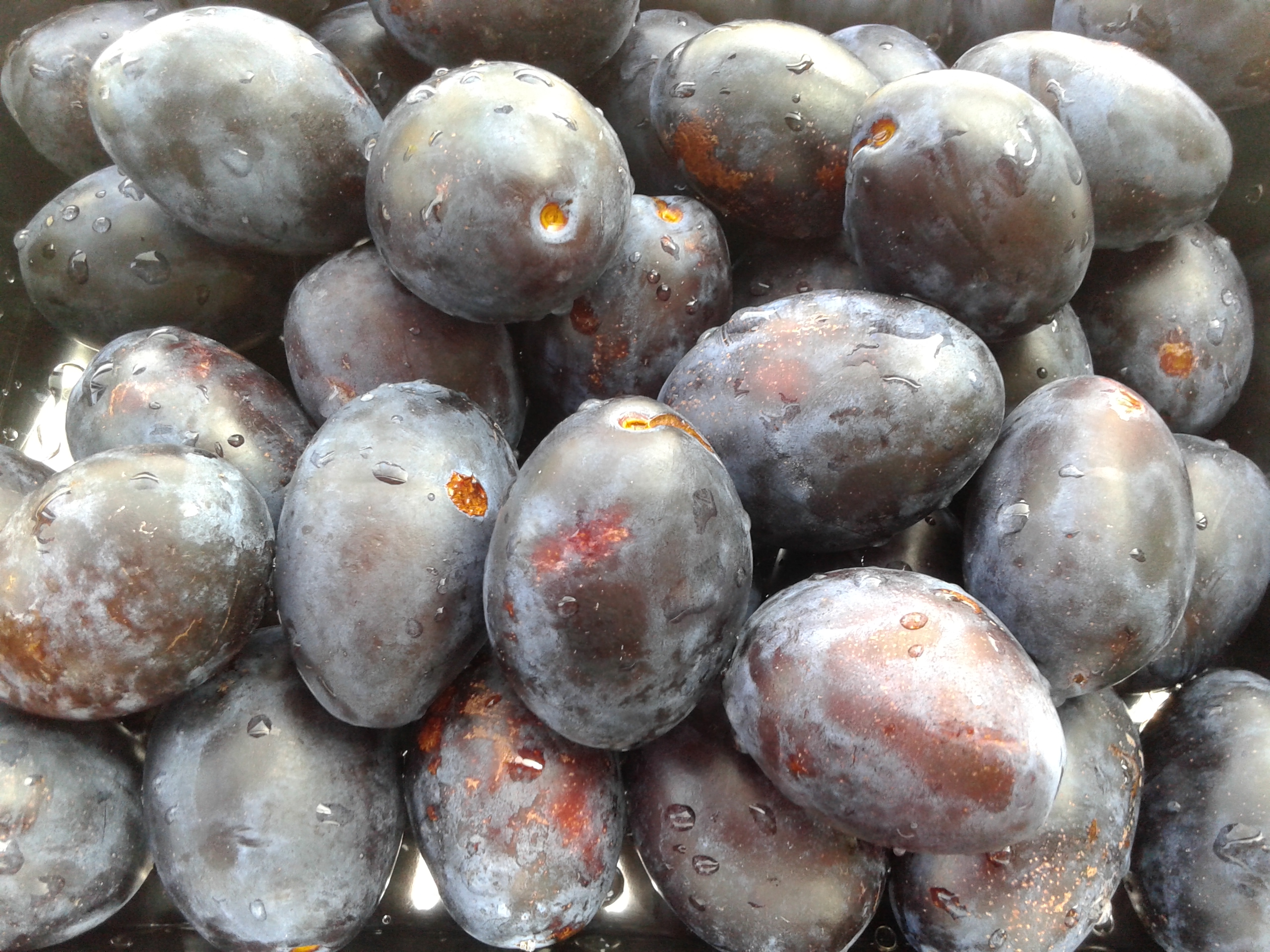
ثمار البرقوق
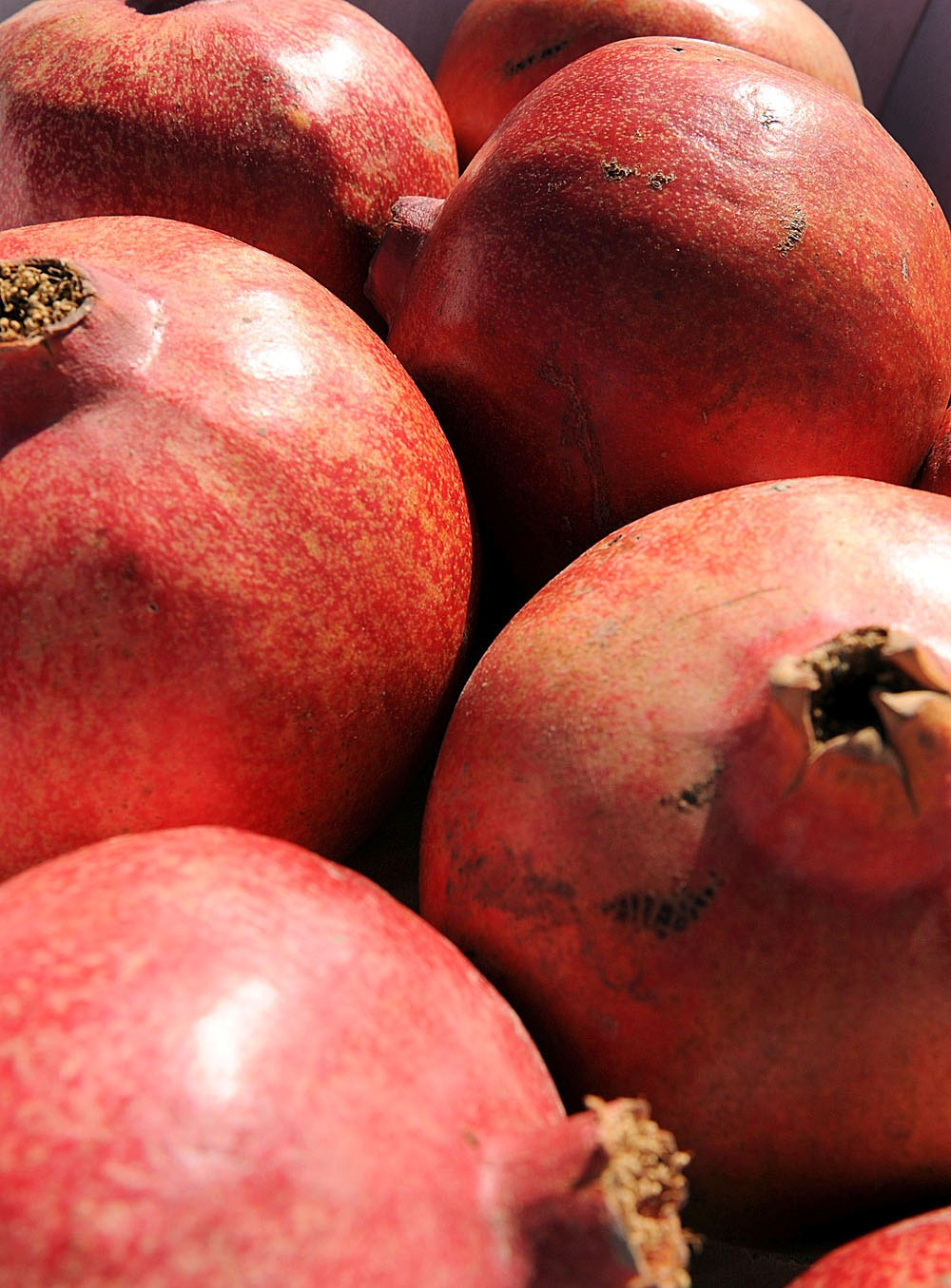
ثمار الرمان.
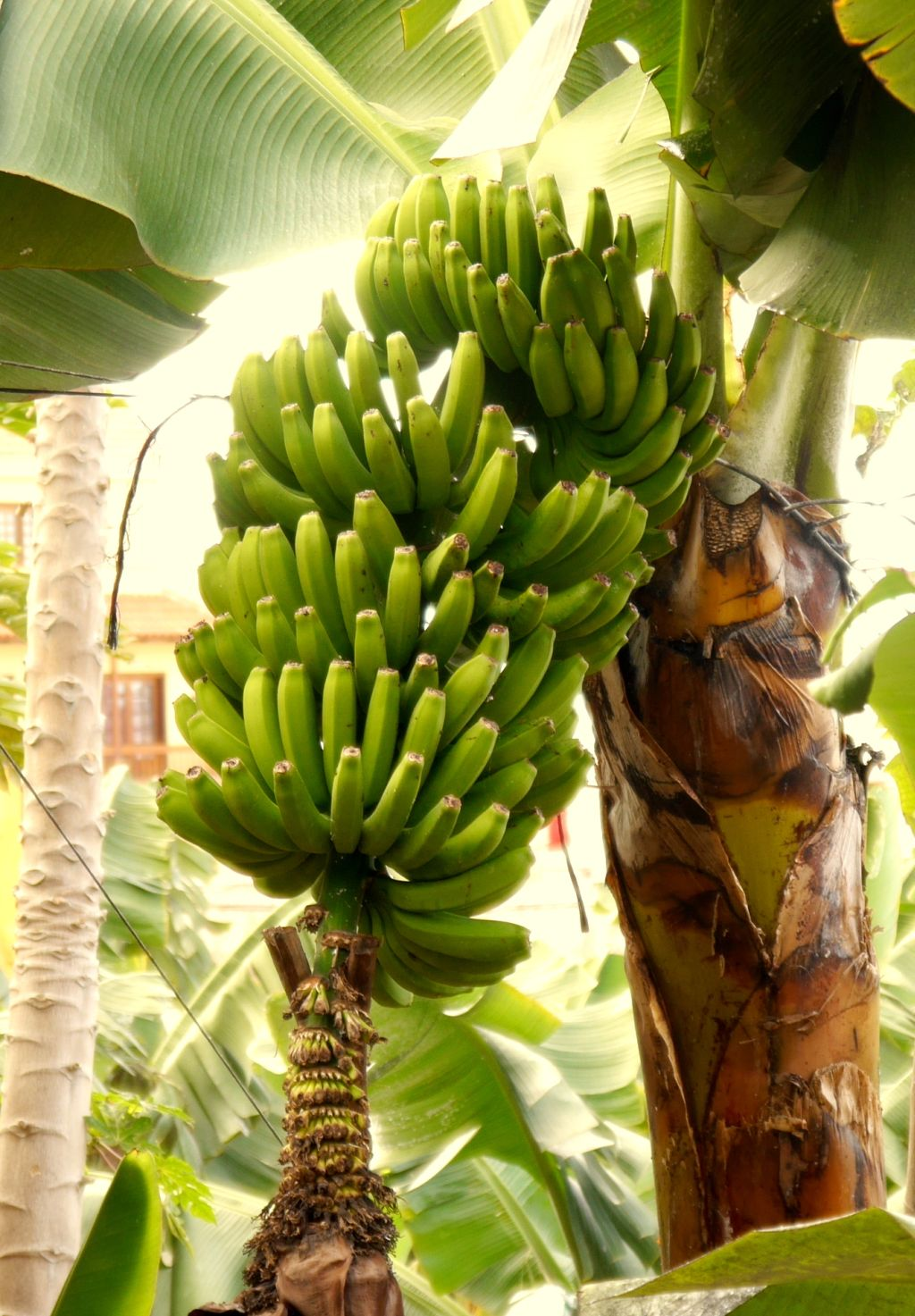
ثمار الموز.
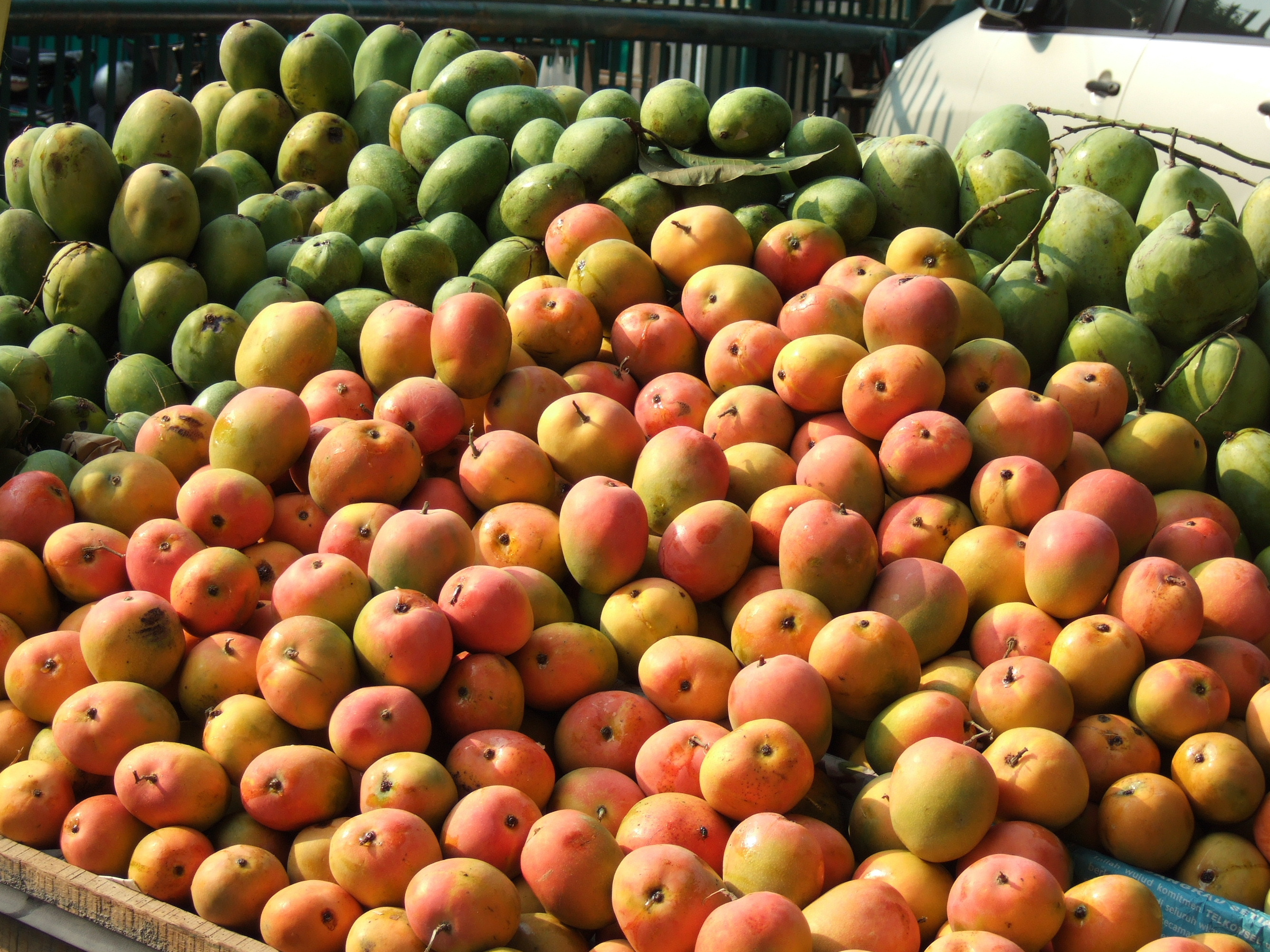
ثمار المانجو

## وصلات خارجية
- http://www.islamhouse.com/p/193653

http://islamqa.info/ar/cat/487